# Форнальская, Малгожата
Малгожа́та Форна́льская (пол. Małgorzata Fornalska, псевдоним Яся, пол. Jasia, 10 июня 1902, Файславице — 26 июля 1944, Варшава) — деятель польского рабочего и коммунистического движения. Супруга будущего лидера ПНР Болеслава Берута, мать социолога Александры Ясиньской-Кани.

## Биография
Родилась в небогатой семье, воспитывалась вместе с братом и сестрой. Во время Первой мировой войны вместе с семьёй была эвакуирована в Царицын.
В 13-летнем возрасте была зачислена в гимназию-интернат, во время обучения в которой начала интересоваться политической деятельностью. В 1918 году вступила в группу Социал-демократии Королевства Польского и Литвы, в 1918—1919 гг. была бойцом 1-го Царицынского коммунистического батальона, затем Красной Армии.
В 1921 году вступила в Коммунистическую партию Польши.
После обучения в политической школе при Коминтерне (Ленинской школе) начала работать в Исполнительном комитете Коминтерна по вопросам, связанным с крестьянством. Написала брошюру о жизни сельскохозяйственных рабочих в Польше.
Вышла замуж за деятеля польского революционного движения Болеслава Берута (псевдоним — Ян Иванюк), будущего президента Польской Народной Республики. Вскоре рождения дочери Александры («Оленька») муж выехал в Польшу для подпольной работы. В начале 1934 года Малгожата последовала за ним. С девочкой осталась бабушка Марцянна, о ней заботился близкий друг семьи — болгарский революционер Георгий Димитров.
В 1936 году М. Форнальская была арестована политической полицией и приговорена к длительному тюремному заключению. В 1939 году она была переведена в «Сербию» — женское отделение варшавской тюрьмы Павяк.

### Вторая мировая война
После начала Второй мировой войны 1 сентября 1939 года и капитуляции Варшавы Форнальская дошла до границы СССР, где в 1939—1941 годы организовала школу для польских детей в Белостоке. Работала учительницей.
После начала Великой Отечественной войны вместе с дочерью и матерью покинула город и отправилась в эвакуацию в Ершов (Саратовская область), а затем в деревню Анновка.
В начале осени 1941 года была вызвана в Москву для участия в работе инициативной группы польских коммунистов по созданию в оккупированной Польше пролетарской революционной партии при поддержке Исполкома Коминтерна.
20 мая 1942 года вместе с другими членами инициативной группы была переброшена в Польшу для создания Польской рабочей партии. После прибытия в Варшаву была введена в состав Центрального Комитета партии и занялась снабжением подполья документами — паспортами, удостоверениями личности, разрешениями на перемещение и т. п.
М. Форнальская входила в состав центральной редакции двухнедельника «Trybuna Wolności» («Трибуна свободы»). В сентябре 1942 года возглавила Комитет национального дара, занятый сбором пожертвований и средств для организаций вооруженной борьбы против гитлеровских оккупантов.
Занималась организационной работой, добилась совершенствования конспиративной деятельности, привлечения к борьбе против оккупантов широких слоев населения, создания Национального фронта борьбы за свободу и лучшее будущее.
Весной 1943 года в Варшаву прибыл и Болеслав Берут.

#### Арест и смерть
14 ноября 1943 года М. Форнальская и Павел Финдер были арестованы в Варшаве сотрудниками гестапо. В дальнейшем, она была доставлена в тюрьму Павяк, где 26 июля 1944 года была расстреляна.

## Правительственные награды
- орден «Крест Грюнвальда» I степени (1948 год, посмертно)

## Память
В честь Малгожаты Форнальской были названы:
- улицы в городах Згеж, Зелёна-Гура, Лодзь (в 1989—1990 переименованы);
- начальная школа № 4 в Любони (в 1990 переименована);
- лицей № 3 в Белостоке (в 1990 переименован).